# Chearoco
Il Chearoco (aymara Ch'iyar Juqhu) è una montagna alta 6127 metri e si trova in Bolivia, nel dipartimento di La Paz.